# ISO 3166-2:KZ
ISO 3166-2:KZ es la entrada para Kazajistán en ISO 3166-2, parte de los códigos de normalización ISO 3166 publicados por la Organización Internacional de Normalización (ISO), que define los códigos para los nombres de las principales subdivisiones (p.ej., provincias o estados) de todos los países codificados en ISO 3166-1.
En la actualidad, para Kazajistán, los códigos ISO 3166-2 se definen para 3 ciudades y 14 regiones. La ciudad de Alma Ata fue la anterior capital del país, y Nursultán lo es en la actualidad. Ambas tienen un estatus especial equiparable al de las regiones.
Cada código consta de dos partes, separadas por un guion. La primera parte es KZ, el código ISO 3166-1 alfa-2 para Kazajistán. La segunda parte tiene tres letras.

## Códigos actuales
Los nombres de las subdivisiones se ordenan según el estándar ISO 3166-2 publicado por la Agencia de Mantenimiento ISO 3166 (ISO 3166/MA).
Los códigos ISO 639 se usan para representar los nombres de las subdivisiones en los siguientes idiomas oficiales:
- (kk): Kazajo
- (ru): Ruso

Pulsa sobre el botón en la cabecera para ordenar cada columna.
| Código | Nombre de la subdivisión (es) | Nombre de la subdivisión (kk) (BGN/PCGN 1979) | Nombre de la subdivisión (ru)     | Nombre de la subdivisión (ru)   | Categoría de la subdivisión |
| Código | Nombre de la subdivisión (es) | Nombre de la subdivisión (kk) (BGN/PCGN 1979) | (BGN/PCGN 1947)                   | (GOST 1983 = UN V/18 1987)      | Categoría de la subdivisión |
| ------ | ----------------------------- | --------------------------------------------- | --------------------------------- | ------------------------------- | --------------------------- |
| KZ-ALA | Alma Ata                      | Almaty                                        | Almaty                            | Almaty                          | ciudad                      |
| KZ-ALM | Almatý                        | Almaty oblysy                                 | Almatinskaya oblast'              | Almatinskaja oblast'            | región                      |
| KZ-AKM | Akmola                        | Aqmola oblysy                                 | Akmolinskaya oblast'              | Akmolinskaja oblast'            | región                      |
| KZ-AKT | Aktobé                        | Aqtöbe oblysy                                 | Aktyubinskaya oblast'             | Aktjubinskaja oblast'           | región                      |
| KZ-ATY | Atirau                        | Atyraū oblysy                                 | Atyrauskaya oblast'               | Atyrauskaja oblast'             | región                      |
| KZ-ZAP | Kazajistán Occidental         | Batys Qazaqstan oblysy                        | Zapadno-Kazakhstanskaya oblast'   | Zapadno-Kazahstanskaja oblast'  | región                      |
| KZ-MAN | Mangystau                     | Mangghystaū oblysy                            | Mangistauskaya oblast'            | Mangystauskaja oblast'          | región                      |
| KZ-AST | Nursultán                     | Nur-Sultan                                    | Nur-Sultan                        | Nur-Sultan                      | ciudad                      |
| KZ-PAV | Pavlodar                      | Pavlodar oblysy                               | Pavlodarskaya oblast'             | Pavlodarskaja oblast'           | región                      |
| KZ-KAR | Karagandá                     | Qaraghandy oblysy                             | Karagandinskaya oblast'           | Karagandinskaja oblast'         | región                      |
| KZ-KUS | Kostanay                      | Qostanay oblysy                               | Kostanayskaya oblast'             | Kostanajskaja oblast'           | región                      |
| KZ-KZY | Kyzylorda                     | Qyzylorda oblysy                              | Kyzylordinskaya oblast'           | Kyzylordinskaja oblast'         | región                      |
| KZ-VOS | Kazajistán Oriental           | Shyghys Qazaqstan oblysy                      | Vostochno-Kazakhstanskaya oblast' | Vostočno-Kazahstanskaja oblast' | región                      |
| KZ-SHY | Shymkent                      | Shymkent                                      | Shymkent                          | Šimkent                         | ciudad                      |
| KZ-SEV | Kazajistán Septentrional      | Soltüstik Qazaqstan oblysy                    | Severo-Kazakhstanskaya oblast'    | Severo-Kazahstanskaja oblast'   | región                      |
| KZ-YUZ | Kazajistán Meridional         | Türkistan oblysy                              | Turkestankaya oblast'             | Turkestanskaja oblast'          | región                      |
| KZ-ZHA | Zhambyl                       | Zhambyl oblysy                                | Zhambylskaya oblast'              | Žambylskaja oblast'             | región                      |

## Cambios
Los siguientes cambios a la entrada figuran en el listado del catálogo en línea de la ISO:
| Fecha real del cambio | Breve descripción del cambio | Cambio de código o subdivisión |
| --------------------- | --- | --- |
| 2016-11-15            | Se añade la ciudad KZ-BAY; Se actualiza la lista de origen | Subdivisión añadida: KZ-BAY |
| 2018-11-26            | Corrección de la etiqueta del sistema de romanización; Se añade la ciudad KZ-SHY; cambia el nombre de la subdivisión de KZ-YUZ; Se actualiza la lista de origen | Subdivisión añadida: KZ-SHY Cambio de nombre: KZ-YUZ Ongtüstik Qazaqstan oblysy (kazajo), Yuzhno-Kazakhstankaya oblast' (ruso BGN/PCGN), Južno-Kazahstankaja oblast' (ruso GOST) → Türkistan oblysy (kazajo), Turkestankaya oblast' (ruso BGN/PCGN), Turkestanskaja oblast' (ruso GOST) |
| 2020-11-24            | Se borra la ciudad KZ-BAY; cambia el nombre de la subdivisión de KZ‐AST; Corrección del código de origen; Se actualiza la lista de origen                       | Subdivisión borrada: KZ-BAY Bayqongyr Cambio de nombre: KZ-AST Astana → Nur-Sultan |

Los siguientes cambios de entradas han sido anunciados en los boletines de noticias emitidos por el ISO 3166/MA desde la primera publicación del ISO 3166-2 en 1998, cesando esta actividad informativa en 2013.
| Informe                                                          | Fecha de emisión | Descripción del cambio reportado                                                          | Cambio de código o subdivisión        |
| ---------------------------------------------------------------- | ---------------- | ----------------------------------------------------------------------------------------- | ------------------------------------- |
| Boletín I-2 Archivado el 31 de enero de 2012 en Wayback Machine. | 2002-05-21       | Se añade una ciudad. Corrección ortográfica de 9 nombres. Se actualiza la lista de origen | Subdivisión añadida: KZ-AST Astana    |
| Boletín I-3                                                      | 2002-08-20       | Error corregido: Varias correcciones ortográficas                                         |                                       |
| Boletín I-4                                                      | 2002-12-10       | Se retira de la lista una ciudad: Bayqongyr                                               | Subdivisión borrada: KZ-BAY Bayqongyr |